# Vinterstormarna i Kina 2008

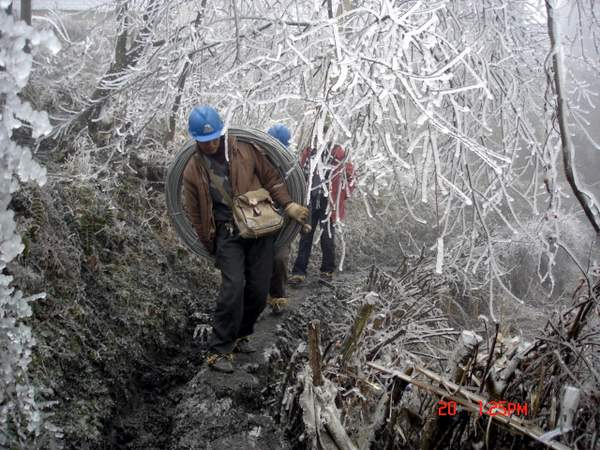

Vinterstormarna i Kina 2008 (2008年中国雪灾、2008年中国南方雪灾) var en serie vinterstormar som drabbade stora delar av södra och centrala Kina, mellan 25 januari och 6 februari 2008. På de flesta ställen kom tung snö, is och kyla, vilket ledde till stora skador, och transportförseningar för tusentals resenärer. Vintern blev den värsta i Kina på ett halvsekel. Enligt vissa källor var stormarna direkt ansvariga för minst 129 dödsfall.

### Fotnoter
1. ↑  (kinesiska)129 People Killed, 4 Missing in Winter Storms, Xinhua News Agency, 23 februari 2008.